# Gibbsia
Gibsia es un género botánico con 2 especies de plantas de flores perteneciente a la familia Urticaceae.

## Especies seleccionadas
- Gibbsia carstenzensis
- Gibbsia insignis